# Gelée grise
La gelée grise est le produit d'un scénario hypothétique de fin du monde nanotechnologique, selon lequel un automate nanoscopique autoréplicatif pourrait se reproduire à un rythme effréné en consommant sur son passage toute matière à l'échelle moléculaire, voire atomique. L'accumulation de ces nano-machines formerait une masse amorphe, homogène et incolore (soit une « gelée grise »). Un tel scénario serait un cas d'écophagie (« consommation de l'écosystème ») n'ayant pour limite théorique que la consommation de l'ensemble des ressources terrestres.
L'auto-réplication de machines macroscopiques a initialement été décrite par le mathématicien John von Neumann. Ces machines sont parfois appelées machines de von Neumann. Le terme gelée grise (grey goo dans sa langue d'origine, l'anglais) a été inventé par un pionnier des nanotechnologies, Eric Drexler, dans son ouvrage de 1986 Engines of Creation. En 2004, il a déclaré regretter d'avoir utilisé ce terme.

## Risques
Vu l'essor des nanotechnologies, le prince Charles missionna la Royal Society afin d'évaluer les risques d'un tel scénario. Le rapport, remis le 29 juillet 2004, considère un tel scénario comme hautement improbable.
Des analyses plus récentes confirment le faible risque qu'un tel scénario se produise par accident.
Le collectif grenoblois Pièces et main d'œuvre soutient l'idée d'un risque inhérent aux nanotechnologies dans la mesure où des molécules d'ADN sont utilisées : de fait, « l'autoréplication est bien une autre propriété de l'ADN, voire de certains peptides. Ainsi le problème de la gelée grise n'est peut-être pas à exclure du champ des hypothèses. »

## Dans la fiction
- Grey Goo est un  jeu de type RTS (Real Time Strategy) paru en 2015, développé par les créateurs de Command and Conquer, reprenant l'idée originelle de Eric Drexler.

- Les grey goo apparaissent également dans le manga Gunnm Last Order, où Mercure a été infestée et recouverte d'une « mer » de nanomachines devenues folles.

- L'idée a été reprise dans le roman Signe de vie de José Rodrigues dos Santos (2018) et dans le cycle de Traquemort de Simon R. Green (Le monde mortel de Zéro Zéro).

- Dans les films Le Jour où la Terre s'arrêta et G.I. Joe : Le Réveil du Cobra, les nanotechnologies sont utilisées comme armes pour détruire des bâtiments.

- Dans la série télévisée Stargate SG1, les Réplicateurs (Stargate) sont une des pires menaces de l'univers.
- Dans l'épisode 1 de la saison 6 de la série TV Rick & Morty, "Solaricks", la scène avec Mr. Frundles est une référence directe aux conséquences cataclysmiques que la Gelée Grise implique.